# Wilhelm von Arnim-Lützlow

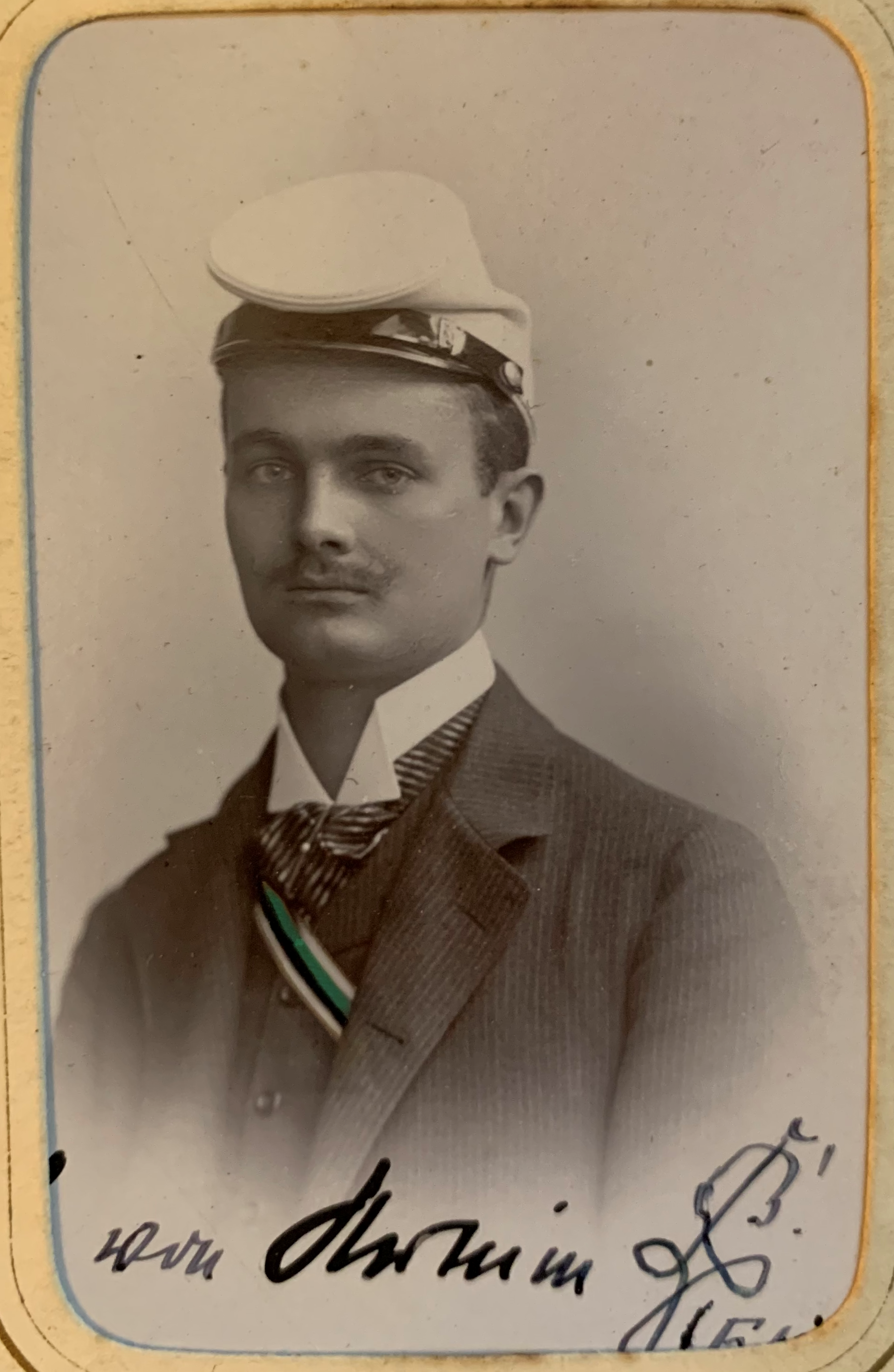
Wilhelm von Arnim

Wilhelm von Arnim-Lützlow (* 27. Februar 1879 auf Gut Züsedom, Vorpommern; † 23. November 1943 in Berlin) war ein deutscher Rittergutsbesitzer.

## Leben
Seine Eltern waren Sophie Gräfin von Schwerin-Lemmersdorf und der Grundbesitzer Karl von Arnim-Züsedom. Der Vater war ebenso Hauptritterschaftsdirektor am Kur- und Neumärkisches Ritterschaftliches Kreditinstitut mit Sitz in Berlin-Mitte. Von ihm erbte er den 945 ha Besitz Lützlow.
Wilhelm von Arnim selbst studierte Evangelische Theologie an der Ruprecht-Karls-Universität Heidelberg. 1901 wurde er im Corps Saxo-Borussia Heidelberg aktiv. 1910 leitete er den Congress des Kösener Senioren-Convents-Verbandes. Arnim war Rechtsritter des Johanniterordens und engagiertes Mitglied der Evangelischen Kirche. 1919 und 1921 war er Delegierter auf den Deutschen Evangelischen Kirchentagen, die zur Gründung des Deutschen Evangelischen Kirchenbundes führten. 1933 schloss er sich der Bekennenden Kirche an und war Teilnehmer an mehreren Bekenntnissynoden, darunter der Barmer Bekenntnissynode 1934 und dem Lutherischen Tag 1935. Über seine Schwester Bertha war er mit Detlev von Arnim-Kröchlendorff verschwägert, der ebenso Mitglied der Bekennenden Kirche war. 
Innerhalb der Kirche der Altpreußischen Union gehörte er dem Bruderrat an. 
Er veröffentlichte zahlreiche Beiträge in Jagdzeitschriften unter dem Pseudonym „Flemmingswald“. Er entwickelte die Flemmingwaldsche Merkzeichen, mit deren Hilfe die Leistungsmerkmale von Jagdgebrauchshunden gekennzeichnet werden. Von 1923 bis 1935 war er Präsident des Jagdgebrauchshundverbandes. Bei den Luftangriffen der Alliierten auf Berlin kam er gemeinsam mit seiner Frau am 23. November 1943 ums Leben.

## Ehe und Nachkommen
Wilhelm von Arnim heiratete Margarethe von Arnim-Kröchlendorf am 25. August 1911 in Kröchlendorf und hatte mit ihr sieben Kinder: 
- Rosemarie (1912–1942), Euthanasietod
- Otto (1914–1943) ⚭ Else von Buch-Stolpe; zwei Kinder
- Wichard (1916–2007) ⚭ Gabriele-Luise von Bülow, Tochter des Vicco von Bülow-Schwante und der Helene von Schubert
- Manfred (1917–1942), Oberleutnant
- Gisela (1920–2001) ⚭ Heinrich Aretz
- Mechthild (1922–2015) ⚭ James B. Percival, Oberleutnant der US-Army
- Henning (1924–1936)